# Свети Павел (Мдина)
Вижте пояснителната страница за други значения на Свети Павел.
Катедралата „Свети Павел“ е римокатолически храм в старата столица на Малта – Мдина. Построена е на мястото, където според преданието, римският губернатор и първи епископ на Малта – Публиус се е срещнал със св. Павел, който е пребивавал в града след корабокрушение край малтийските брегове. Има статус на централна епископска катедрала за малтийската римокатолическа митрополия.

## История
Първата катедрала на Малта първоначално е била посветена на Света Богородица. През мюсюлманския период по времето на фатимидите през Х век, храмът потъва в руини. Издигнат е наново от Норманите, които завладяват малтийския архипелаг през 1091 г. Те пре-посвещават катедралата на Св. Павел. През следващите столетия, храмът няколкократно е модифициран и разширяван.
Сградата, която виждаме днес е проектирана от архитектът Лоренцо Гафа. Построена е в периода 1697-1702 г. на мястото на разрушената от силното земетресение през 1693 г. норманска постройка.

## Архитектура
Архитектът Лоренцо Гафа проектира сградата в Бароков стил. Разположена е в края на правоъгълен площад в сърцето на града. Главната фасада към площада е ясно разчленена на три части посредством Коринтски ордер от пиластри. Двете крайни части са допълнително подчертани чрез издигнатите над централния фронтон камбанарии. В планово отношение, катедралата е Латински кръст със засводен главен кораб (неф) и два странични кораба с два малки странични олтара. Катедралата има лек елегантен купол стъпил на осмоъгълна основа над висок барабан с големи прозоречни отвори. Куполът е оребрен външно с осем волути водещи към изящен оберлихт в най-високата част на сградата.
В интериора на храма основно впечатление прави характерният мозаечен под изпълнен с цветни каменни картини, гербове и символи. Голяма част от мебелировката, включително кръщелния купел и портала са резбовани от ирландско дърво.
В непосредствена близост до катедралата в отделна сграда е поместен катедралният музей. Тук може да бъде видяна значителна колекция от стари сребърни съдове и монети, религиозни одежди, както и гравюри на немския художник Албрехт Дюрер и други стари майстори.